# Alfred Lindley
Pour les articles homonymes, voir Lindley.
Alfred Lindley, né le 20 janvier 1904 à Minneapolis et mort le 22 février 1951, est un rameur d'aviron américain.

## Palmarès

### Jeux olympiques
- Paris 1924
  -  Médaille d'or en huit[1].